# Смоленская губерния
Смоленская губерния — административная единица в составе Российской империи, Российской республики, Социалистической Советской Республики Белоруссия и РСФСР, существовавшая до 1929 года. Губернский город — Смоленск.

## История
По присоединении Смоленска к России в 1654 году область эта обращена была в воеводство, в которое вошли уезды: Смоленский, Дорогобужский, Бельский, Краснинский, Рославльский, Вяземский, Ельнинский и Поречский. Города Гжатск, Сычёвка, Духовщина и Юхнов возникли уже после присоединения Смоленской области. В 1708 году образована Смоленская губерния, в состав которой входили части нынешних губерний Калужской, Тверской и Тульской. В 1713 году Смоленская губерния упразднена, а из одной её части образована Смоленская провинция Рижской губернии, в 1726 году переименованная в губернию. В 1775 году учреждено Смоленское наместничество, которое в 1796 году было переименовано в губернию, с 9 уездами, управляемую генерал-губернатором; города Красный, Ельня и Духовщина с 1797 года оставлены были за штатом, но в 1802 год они вновь восстановлены, и с этого времени Смоленская губерния более не изменялась в своём административном составе. После 1812 года генерал-губернаторы жили не в разорённом Смоленске, а в Калуге, а с образованием в 1824 году генерал-губернаторства Витебского, Смоленского и Могилевского — в Витебске. В 1855 году генерал-губернаторство упразднено. В Отечественную войну 1812 года из 12 уездов не пострадал только Бельский уезд; менее других разорены были уезды Поречский и Рославльский. Сумма потери движимого имущества и строений простиралась до 74 млн рублей. Кроме того, Смоленская губерния выставила ополчение в 12 447 ратников, пожертвовала деньгами 9 824 000 рублей и доставила для армии из сельских запасных магазинов хлеба 91 712 четвертей и овса 16 322 четвертей. В 1813 году учреждена была особая комиссия для пособия разорённым жителям, которая выдала населению для продовольствия и обсеменения полей 3 981 408 рублей; частных пожертвований поступило до 2 443 470 рублей. Несмотря на эту поддержку, население Смоленской губернии долгое время не могло оправиться от разорения 1812 года.
Кроме городов, в историческом отношении памятны следующие местности:
- Новый Двор, в 5 верстах от Смоленска, где 4 и 5 августа 1812 года, во время взятия Смоленска французами, находился Наполеон;
- деревня Монторова и село Бизюково Дорогобужского уезда;
- село Соловьёв-Перевоз Духовщинского уезда, на берегу Днепра, где происходили сражения при наступлении и при отступлении французской армии;
- село Ляхово, в 47 верстах от Смоленска, где 20 октября 1812 года бригада Ожеро положила оружие пред русскими войсками;
- р. Ведрошь, протекающая вблизи Дорогобужа, при которой произошла 14 июля 1500 года битва литовцев с русскими, кончившаяся поражением литовцев и взятием в плен их предводителя, гетмана князя К. И. Острожского;
- с. Зарубежье Вяземского уезда, в 40 верстах от города, составлявшее, по договору с Польшей 15 июня 1634 года, границу с Московским царством;
- городок Каспля, с древних времен служивший складочным местом для Смоленска по торговле с Ригой;
- деревня Андрусова Краснинского уезда, где в 1667 году заключён мирный договор с Польшей.

В историко-археологическом отношении Смоленская губерния представляет немало замечательных местностей. В 12 верстах от Смоленска лежат известные Гнездовские курганы; в 20 верстах от города, начиная от дер. Яново, тянется ряд курганов мимо сёл Белоручья, Долгомостья, Панского и Никольского; здесь при обработке земли находили бердыши, копья, мечи и т. д. Село Волочек Дорогобужского уезда и лежащие вблизи дер. Березовское, Плешивцево, Чам, Курганы, Старосельское и др., богаты городищами и курганами, при разрытии которых находили браслеты, кольца и проч. У деревни Песочной Вяземского уезда, Пензево — Дорогобужского, Криволуки — Духовщинского, Ракитно — Смоленского найдены монеты: русские XVI и XVII веков, германские и польские XVII века; в деревне Степаново, Поречского уезда — русские, польские и арабские и оружие; в Смоленске — богемские монеты и серебряные слитки XIV века; в деревне Высочерт в озере — черепа с круглыми в них отверстиями и т. д.
С 1 по 16 января 1919 года губерния входила в состав Социалистической Советской Республики Белоруссия, являвшейся на тот момент автономной частью РСФСР.

## География
Граничила с севера и северо-востока с Тверской губернией, с востока — Московской и Калужской, с юго-востока — Орловской, с юга — Черниговской, с запада — Могилевской, с северо-запада — Витебской и Псковской; находилась между 53°5' и 56°36' с. ш. и между 30°9' и З0°85' в. д. Наибольшее протяжение губернии с севера на юг — 340 верст, с востока на запад — 280 верст.
Площадь губернии, по вычислению Стрельбицкого, составляла 49 212 верст² (по генеральному межеванию 46 746 верст²), в том числе под реками и озёрами 56 956 десятин и под болотами 303 752 десяти. Составляя часть Среднерусской возвышенности, направляющейся с северо-запада губернии от Валдайской, или Алаунской, плоской возвышенности на юг в Орловскую и Могилёвскую губернии, север губернии занимает южный и восточный её склоны, а потому и наиболее возвышенная часть губернии находится в северных уездах — Бельском и Сычевском, где у истоков рек Осуги и Лучесы высоты доходят до 1010 футов над уровнем моря, между тем как наиболее низкие местности лежат на юге губернии в Краснинском, Рославльском и Ельнинском уездах, и высота их достигает только 756 футов у Заболотья, 735 футов у Толбина и 707 футов у Хотысина. Восточная часть губернии представляет равнинный, безлесный характер, а западная — пересечена в разных направлениях волнообразными плоскими цепями холмов, сопровождающих течение рек и образующих местами крутые склоны в их долины; эти цепи холмов служат также водоразделом притоков Двины и Днепра и отделяют на юге притоки последнего от притоков Оки, Десны и Сожи, а на севере — от притоков Волги; на востоке они, идя от Гжатска к Юхнову, составляют окраину Московской котловины. Весь Бельский уезд, с прилегающими к нему частями Поречского и Духовщинского, углублён в средине, вследствие чего воды, не имея свободного стока, образовали здесь громадных размеров болота и много озёр. Черты рельефа севера губернии обусловлены главным образом наносным действием ледникового периода, отложившим неравномерно переносимый им материал, и размывом вод — вот почему иногда места, севернее лежащие, имеют меньшую высоту, чем места, лежащие южнее; так город Вязьма лежит на высоте 833 футов, город Рославль — 857 футов, а Челуты, в Ельнинском уезде — 880 футов.

## Административное деление
Смоленская губерния образована 18 (29) декабря 1708 года в составе 17 городов с уездами: Смоленск, Рославль, Дорогобуж, Вязьма, Белый, Погорелое Городище, Зубцов, Старица, Серпейск, Козельск, Мещовск, Мосальск, Лихвин, Борисово-Городище, Перемышль, Воротынск, Одоев.
В 1713 году губерния расформирована, большая часть отошла к Рижской губернии.
В 1726 году Смоленская губерния воссоздана в составе 5 уездов: Смоленский, Бельский, Вяземский, Дорогобужский и Рославльский.
В 1775 году губерния преобразована в Смоленское наместничество. Образовано 7 новых уездов: Гжатский, Ельнинский, Касплянский, Краснинский, Поречский, Рупосовский, Сычёвский. Через 2 года Рупосовский уезд преобразован в Юхновский, а Касплинский — в Духовщинский.
В 1796 году Смоленское наместничество вновь стало губернией. При этом были упразднены Духовщинский, Ельнинский и Краснинский уезды (восстановлены в 1802 году).
С 1802 по 1918 год в состав губернии входило 12 уездов:
| №  | Уезд          | Уездный город          | Герб уездного города | Площадь, вёрст² | Население (1859 г.), чел. | Население (1897 г.), чел. |
| -- | ------------- | ---------------------- | -------------------- | --------------- | ------------------------- | ------------------------- |
| 1  | Бельский      | Белый (6 952 чел.)     |                      | 9674,8          | 106 605                   | 165 159                   |
| 2  | Вяземский     | Вязьма (15 645 чел.)   |                      | 2722,7          | 78 471                    | 105 502                   |
| 3  | Гжатский      | Гжатск (6 324 чел.)    |                      | 3447,9          | 115 366                   | 98 266                    |
| 4  | Дорогобужский | Дорогобуж (6 486 чел.) |                      | 3357,5          | 74 390                    | 104 730                   |
| 5  | Духовщинский  | Духовщина (3 109 чел.) |                      | 3709,2          | 79 441                    | 124 286                   |
| 6  | Ельнинский    | Ельня (2 441 чел.)     |                      | 4319,0          | 104 044                   | 137 864                   |
| 7  | Краснинский   | Красный (2 753 чел.)   |                      | 2403,8          | 64 576                    | 102 257                   |
| 8  | Поречский     | Поречье (5 688 чел.)   |                      | 5096,8          | 75 542                    | 131 936                   |
| 9  | Рославльский  | Рославль (17 776 чел.) |                      | 5503,6          | 105 286                   | 188 244                   |
| 10 | Смоленский    | Смоленск (46 699 чел.) |                      | 2824,2          | 84 242                    | 145 155                   |
| 11 | Сычёвский     | Сычёвка (4 773 чел.)   |                      | 2558,9          | 94 303                    | 100 737                   |
| 12 | Юхновский     | Юхнов (2 249 чел.)     |                      | 3593,8          | 100 915                   | 121 143                   |

В них числось 241 волость, 4130 сельских обществ и более 14 тыс. населённых мест; между последними всего 8 слобод и до 560 сёл, а то всё — небольшие деревни, хутора, фольварки и т. д.; на 1 селение приходится всего 97 жителей, на 3,4 квадратные версты — одно селение.
В 1918 году Поречский уезд переименован в Демидовский. Через год в губернию вошёл Мстиславский уезд Гомельской губернии.
В 1922 году упразднён Краснинский уезд. Из Гомельской губернии передан Горецкий уезд, а Юхновский уезд отошёл к Калужской губернии.
В 1924 году в состав БССР переданы Горецкий и Мстиславльский уезды. Годом позже Духовщинский уезд преобразован в Ярцевский.
В 1927 году упразднены Демидовский и Дорогобужский уезды, а через год — Гжатский, Ельнинский и Сычевский.
Постановлением Президиума ВЦИК «Об образовании на территории РСФСР административно-территориальных объединений краевого и областного значения» от 14 января 1929 года с 1 октября 1929 года Смоленская губерния упразднена и образована Западная область с центром в городе Смоленске, в составе, в качестве основного массива, нижеследующих административно-территориальных единиц: Смоленской, Брянской и Калужской губерний, Ржевского уезда, южной части Осташковского уезда и волостей Тысяцкой и Борковской, Новоторжского уезда Тверской губернии.

## Руководство губернии

### Генерал-губернаторы
| Ф. И. О.                    | Титул, чин, звание     | Время замещения должности |
| --------------------------- | ---------------------- | ------------------------- |
| Волков Дмитрий Васильевич   | генерал-майор          | 1776—1778                 |
| Щербинин Евдоким Алексеевич | генерал-поручик        | 1778—1779                 |
| Репнин Николай Васильевич   | князь, генерал-поручик | 1779—1791                 |
| Игельстром Осип Андреевич   | барон, генерал-поручик | 1792—1793                 |
| Осипов Григорий Михайлович  | генерал-поручик        | 1794—1796                 |

### Военные губернаторы
| Ф. И. О.                     | Титул, чин, звание       | Время замещения должности |
| ---------------------------- | ------------------------ | ------------------------- |
| Философов Михаил Михайлович  | генерал-лейтенант        | 1797—1798                 |
| Розенберг Андрей Григорьевич | генерал-лейтенант        | 1798—1800                 |
| Гика Иван Карлович           | князь, генерал-лейтенант | 1800—1802                 |
| Эссен Иван Николаевич        | генерал-лейтенант        | 1802—1803                 |
| Апраксин Степан Степанович   | генерал от кавалерии     | 1804—1809                 |
| Бахметев Николай Николаевич  | генерал-майор            | 1810—1814                 |

### Правители наместничества
| Ф. И. О.                           | Титул, чин, звание                                   | Время замещения должности |
| ---------------------------------- | ---------------------------------------------------- | ------------------------- |
| Дмитриев-Мамонов Матвей Васильевич | генерал-майор                                        | 1777—1778                 |
| Колюбакин Сергей Иванович          | генерал-поручик                                      | 1778—1781                 |
| Храповицкий Платон Юрьевич         | статский советник (действительный статский советник) | 1781—1786                 |
| Аршеневский Николай Яковлевич      | генерал-майор                                        | 1786—1790                 |
| Аршеневский Пётр Исаевич           | генерал-поручик (тайный советник)                    | 1790—10.11.1797           |

Военные губернаторы, управляющие и гражданской частью
| Ф. И. О.                    | Титул, чин, звание | Время замещения должности |
| --------------------------- | ------------------ | ------------------------- |
| Бахметев Николай Николаевич | генерал-майор      | с 6.09.1811—1814          |

### Губернаторы
| Ф. И. О.                        | Титул, чин, звание                                                                                              | Время замещения должности |
| ------------------------------- | --- | ------------------------- |
| Бредихин Александр Фёдорович    | | 1743 — ?                  |
| Аршеневский Исай Захарьевич     | действительный статский советник                                                                                | 16.08.1760 — 1763         |
| Аксаков Николай Иванович        | тайный советник                                                                                                 | 10.11.1797—11.12.1797     |
| Тредьяковский Лев Васильевич    | действительный статский советник                                                                                | 11.12.1797—20.10.1800     |
| Фёдоров Николай Павлович        | действительный статский советник                                                                                | 20.10.1800—1801           |
| Гедеонов Дмитрий Яковлевич      | действительный статский советник                                                                                | 1801—1804                 |
| Пенский Пётр Алексеевич         | действительный статский советник                                                                                | 1804                      |
| Брин Франц Абрамович            | действительный статский советник                                                                                | 1805—1807                 |
| Аш Казимир Иванович             | барон, действительный статский советник                                                                         | 1807—1822                 |
| Каверин, Павел Никитич          | действительный статский советник                                                                                | 2.12.1812—1814[уточнить]  |
| Храповицкий Иасон Семёнович     | действительный статский советник                                                                                | 1823—1829                 |
| Хмельницкий Николай Иванович    | статский советник (действительный статский советник)                                                            | 24.02.1829—06.07.1837     |
| Рославец Виктор Яковлевич       | статский советник                                                                                               | 06.07.1837—16.11.1837     |
| Трубецкой Пётр Иванович         | князь, генерал-майор                                                                                            | 16.11.1837—26.12.1841     |
| Капнист Иван Васильевич         | статский советник                                                                                               | 02.02.1842—1845           |
| Шкляревич Федот Николаевич      | действительный статский советник                                                                                | 1845—1850                 |
| Херхеулидзев Захар Семёнович    | князь, генерал-майор                                                                                            | 21.01.1850—03.06.1852     |
| Ахвердов Николай Александрович  | генерал-майор (генерал-лейтенант)                                                                               | 25.06.1852—27.02.1859     |
| Самсонов Александр Петрович     | Свита Его Величества, генерал-майор, и. д. (утверждён 30.08.1860)                                               | 27.02.1859—24.06.1861     |
| Арсеньев Юлий Константинович    | действительный статский советник, и. д. (утверждён 12.01.1862)                                                  | 24.06.1861—24.09.1862     |
| Бороздна Николай Петрович       | действительный статский советник, и. д. (утверждён 21.06.1863)                                                  | 24.09.1862—12.02.1871     |
| Лопатин Александр Григорьевич   | действительный статский советник (тайный советник)                                                              | 17.07.1871—16.05.1880     |
| Томара Лев Павлович             | статский советник, и. д. (произведён в действительные статские советники 19.02.1881 с утверждением в должности) | 11.07.1880—22.11.1881     |
| Кавелин Александр Александрович | генерал-лейтенант                                                                                               | 25.11.1881—01.03.1886     |
| Сосновский Василий Осипович     | действительный статский советник (тайный советник)                                                              | 06.03.1886—08.02.1901     |
| Леонтьев Михаил Михайлович      | действительный статский советник                                                                                | 08.02.1901—21.08.1901     |
| Звегинцев Николай Александрович | действительный статский советник                                                                                | 22.12.1901—27.06.1905     |
| Суковкин Николай Иоасафович     | действительный статский советник                                                                                | 27.06.1905—17.12.1912     |
| Кобеко Дмитрий Дмитриевич       | действительный статский советник                                                                                | 31.12.1912—1915           |
| Булгаков Борис Андреевич        | статский советник                                                                                               | 1915                      |
| Шумовский Константин Антонович  | действительный статский советник                                                                                | 1915—30.04.1917           |

### Губернские предводители дворянства
| Ф. И. О.                              | Титул, чин, звание                                        | Время замещения должности |
| ------------------------------------- | --------------------------------------------------------- | ------------------------- |
| Храповицкий Платон Юрьевич            | статский советник                                         | 1779—1781                 |
| Грибоедов Пётр Андреевич              | секунд-майор                                              | 1781—1782                 |
| Грибоедов Фёдор Алексеевич            | капитан-поручик                                           | 1782—1786                 |
| Храповицкий Степан Юрьевич            | полковник                                                 | 1786—1787                 |
| Гринёв Александр Иванович             | бригадир                                                  | 1788—1793                 |
| Потёмкин Николай Богданович           | секунд-майор                                              | 1794—1795                 |
| Шагаров Фёдор Фёдорович               | надворный советник                                        | 1802—1803                 |
| Реад Александр Иванович               | надворный советник                                        | 1803—1805                 |
| Лесли Сергей Иванович                 | коллежский советник                                       | 1805—1814                 |
| Лыкошин Фёдор Иванович                | титулярный советник                                       | 1814—1818                 |
| Лесли Сергей Иванович                 | коллежский советник                                       | 1818—1826                 |
| Дехтерёв Николай Васильевич           | коллежский советник                                       | 1826—1827                 |
| Аничков Александр Николаевич          | статский советник                                         | 1827—1837                 |
| Храповицкий Иасон Семёнович           | генерал-майор                                             | 1838—1839                 |
| Шупинский Павел Александрович         | коллежский советник                                       | 1839—1841                 |
| Карабанов Владимир Петрович           | генерал-майор                                             | 31.01.1841—1842           |
| Шупинский Николай Александрович       | капитан                                                   | 1842—1844                 |
| Краевский Александр Петрович          | коллежский асессор                                        | 10.01.1844—1846           |
| Рагинский Василий Иванович            | подполковник                                              | 1846—1847                 |
| Друцкой-Соколинский Михаил Васильевич | князь, действительный статский советник                   | 04.02.1847—12.10.1857     |
| Криштафович Николай Егорович          | губернский секретарь                                      | 1857—1859                 |
| Криштафович Михаил Егорович           | гвардии штабс-ротмистр                                    | 12.10.1859—28.12.1861     |
| Криштафович Николай Егорович          | губернский секретарь                                      | 28.12.1861—19.10.1862     |
| Потёмкин Дмитрий Николаевич           | губернский секретарь                                      | 1862—1865                 |
| Иванов Сергей Сергеевич               | действительный статский советник                          | 31.12.1865—10.12.1871     |
| Гернгросс                             | отставной поручик, и. д.                                  | 18.12.1871—12.01.1874     |
| Урусов Владимир Дмитриевич            | князь, действительный статский советник                   | 1874—1880                 |
| Оболенский Георгий Васильевич         | князь, в звании камер-юнкера                              | 21.03.1880—27.09.1886     |
| Хомяков Николай Алексеевич            | действительный статский советник                          | 21.03.1887—1896           |
| Махов Михаил Алексеевич               | действительный статский советник                          | 1896—19.01.1902           |
| Урусов Владимир Михайлович            | князь, камер-юнкер (гофмейстер с 1912), статский советник | 22.05.1902—1917           |

### Вице-губернаторы
| Ф. И. О.                               | Титул, чин, звание                                                          | Время замещения должности |
| -------------------------------------- | --------------------------------------------------------------------------- | ------------------------- |
| Бредихин Александр Фёдорович           |                                                                             | 1729 — ?                  |
| Потёмкин Яков Васильевич               | коллежский советник                                                         | 1776—1777                 |
| Жуков Михаил Михайлович                | коллежский советник (статский советник)                                     | 1777—1781                 |
| Протасов Александр Яковлевич           | статский советник                                                           | 16.03.1781—04.10.1782     |
| Барков Гавриил Михайлович              | статский советник                                                           | 1782—1785                 |
| Храповицкий Иван Юрьевич               | коллежский советник                                                         | 1785—1796                 |
| Шишкин                                 | бригадир (статский советник)                                                | 1796—24.11.1797           |
| Мезенцов Иван Фёдорович                | статский советник                                                           | 26.11.1797—23.02.1799     |
| Путимцов Василий Лукич                 | действительный статский советник                                            | 06.03.1799—09.02.1800     |
| Мерлин                                 | статский советник (действительный статский советник)                        | 1800—22.10.1800           |
| Безобразов Дмитрий Алексеевич          | статский советник                                                           | 25.10.1800—1802           |
| Повало-Швейковский Христофор Семёнович | статский советник                                                           | 1802—1804                 |
| Трескин Николай Иванович               | статский советник                                                           | 1804—1806                 |
| Алымов Аркадий Иванович                | статский советник                                                           | 1806—1814                 |
| Ушаков Михаил Андреевич                | коллежский советник                                                         | 1814—1817                 |
| Темиров Павел Львович                  | коллежский советник                                                         | 1817—10.04.1820           |
| Селастенник Гавриил Корнилович         | коллежский советник                                                         | 10.04.1820—14.02.1830     |
| Пестель Борис Иванович                 | коллежский советник                                                         | 14.02.1830—17.06.1832     |
| Бескоровайный Игнатий Васильевич       | коллежский советник                                                         | 17.06.1832—1838           |
| Энгельгардт Сергей Петрович            | статский советник                                                           | 01.02.1838—26.01.1839     |
| Клевенский Иван Гаврилович             | надворный советник                                                          | 18.02.1839—20.01.1840     |
| Ивановский Александр Осипович          | коллежский советник                                                         | 20.01.1840—1843           |
| Хитрово Александр Николаевич           | коллежский советник                                                         | 27.02.1846—1849           |
| Юкавский Василий Иванович              | надворный советник                                                          | 1849—31.07.1851           |
| Анисимов Михаил Иванович               | статский советник                                                           | 31.07.1851—13.12.1857     |
| Петровский Василий Иванович            | коллежский советник (статский советник)                                     | 13.12.1857—09.12.1860     |
| Владимир Фёдорович фон дер Рааб-Тилен  | надворный советник, и. д. (утверждён 07.09.1862)                            | 01.1861—20.09.1863        |
| Жедринский Александр Николаевич        | надворный советник (статский советник)                                      | 03.10.1863—28.01.1866     |
| Тучков Александр Павлович              | в звании камер-юнкера, статский советник                                    | 04.02.1866—18.10.1868     |
| Языков Владимир Степанович             | коллежский советник (действительный статский советник)                      | 06.12.1868—04.03.1875     |
| Хрущов Николай Николаевич              | в звании камер-юнкера, статский советник (действительный статский советник) | 04.04.1875—19.11.1887     |
| Мусин-Пушкин Александр Александрович   | граф, в звании камер-юнкера, статский советник                              | 19.11.1887—09.12.1896     |
| Философов Владимир Владимирович        | статский советник                                                           | 09.12.1896—20.02.1904     |
| Цехановецкий Болеслав Павлович         | действительный статский советник                                            | 20.02.1904—27.06.1905     |
| Фере Василий Юлианович                 | коллежский советник (действительный статский советник)                      | 27.06.1905—1.05.1917      |

## Дворянские роды
- Аксёновы;
- Булыче́вы;
- Воробьёвы;
- Загоровские;
- Ермолинские.

## Население
К моменту отмены крепостного права (1861 г.) губерния занимала I место в Российской империи по процентному соотношению крепостного населения (69,07 %).
По состоянию на 1868 год в Смоленском уезде белорусы составляли 90,49% населения.
В конце XIX века в губернии было 13 монастырей, 1 община, 763 церкви и 291 часовня, входящих в состав 627 приходов.
Жителей по переписи 1897 года — 1 551 068 (742 170 мужчин и 808 898 женщин), в том числе в городах — 121 383 (64 940 мужчин и 56 443 женщины), а по сведениям 1898 года — 1671001 (860 236 мужчин и 810 765 женщин), в том числе: дворян потомственных — 0,85 %, личных — 0,4 6 %, духовенства православного — 0,60 %, граждан потомственных и личных — 0,32 %, купцов — 0,28 %, мещан — 4,96 %, цеховых ремесленников — 0,22 %, крестьян — 78,24 %, регулярных войск — 0,73 %, запасных нижних с семьями — 3,15 %, отставных нижних чинов — 3,15 %, не принадлежащих к означенным разрядам — 0,48 %, ушедших по паспортам на заработки — 6,66 %. Православных — 97,58 %, раскольников — 1,47 %, католиков — 0,35 %, лютеран — 0,14 %, евреев — 0,46 %; магометан — всего 142 человека. Раскольники живут преимущественно в уездах Сычёвском (14 751) и Гжатском (10 052); из них приемлющих священство числится 18 887, признающих брак — 8501 и не признающих его 810 человек. Часть дворян Смоленской губернии водворена здесь польскими королями, с целью иметь преданное население; при окончательном присоединении Смоленского края к России, с той же целью, поселено было здесь 350 боярских детей, причём каждому пожаловано по 15 крестьянских дворов. В последнее время заметен прилив инородного населения, в особенности евреев в губерний город и латышей — в уездах; но в общем выселение, хотя и незначительно, преобладало над иммиграцией. Городское население составляет 7,7 %, сельское — 92,3 % всего населения; из уездных городов наиболее населённые Рославль (17 848) и Вязьма (15 776), наименее населённые — Юхнов (2253) и Ельня (2439). В городах преобладает мужское население, в деревнях — женское; на 100 мужчин в городах приходится 86,9, в деревнях — 111,1 женщин. На 1 квадратную версту приходится, в среднем, 31,6 чел.; наиболее густо населён Смоленский уезд, с 51,5 жит. на 1 квадр. версту, на что влияет значительное население губернского города; далее следуют уезды Краснинский — 42,9, Сычевский — 40,1; наименее населены Поречский (26,3) и в особенности Бельский (17,2 чел.). На одно жильё приходится 5,4 чел. Естественный прирост населения, по выводам за последние 20 лет, составляет 1,71 %, при рождаемости в 5,49 % и смертности 3, 78 %. Из уездов наибольший прирост населения, в 2,57 %, даёт Поречский; в Гжатском, в последние годы, заметна даже убыль населения на 0,04 %. Наибольшая смертность падает на 1846 и 1855 годы. По данным воинской повинности за 18 лет, средний рост мужского населения Смоленской губернии равен 163,9 см. Процент не принятых в военную службу значителен: по недостатку роста и разным болезням не принято 18,5 %, получило отсрочку по невозмужалости 33,5 %. В этнографическом отношении Смоленская губерния представляет две неравные части: восточную, меньшую, в которую входят уезды Гжатский, Сычевский, Юхновский, почти весь Вяземский и большая часть Бельского — населена великороссами, составляющими 42,3 % всего населения губ.; западная часть губернии, заключающая в себе остальные уезды, населена белорусами, которые составляют 46,7 % населения; остающиеся 11,0 % — смешанное население.
Национальный состав в 1897:
| Уезды            | русские (великороссы) | русские (белорусы) | евреи | поляки |
| ---------------- | --------------------- | ------------------ | ----- | ------ |
| Губерния в целом | 91,6 %                | 6,6 %              | …     | …      |
| Бельский         | 99,0 %                | …                  | …     | …      |
| Вяземский        | 98,3 %                | …                  | …     | …      |
| Гжатский         | 99,2 %                | …                  | …     | …      |
| Дорогобужский    | 99,4 %                | …                  | …     | …      |
| Духовщинский     | 98,3 %                | …                  | …     | …      |
| Ельнинский       | 96,7 %                | 2,7 %              | …     | …      |
| Краснинский      | 8,7 %                 | 90,0 %             | …     | …      |
| Поречский        | 97,0 %                | 1,1 %              | …     | …      |
| Рославльский     | 97,8 %                | …                  | 1,3 % | …      |
| Смоленский       | 91,1 %                | 1,2 %              | 3,1 % | 2,6 %  |
| Сычевский        | 99,7 %                | …                  | …     | …      |
| Юхновский        | 98,8 %                | …                  | …     | …      |

По переписи 1897 г. в Смоленской губ. было 1 525 279 жит. (720 116 мужчин и 805 163 женщины), из них 120 895 в городах; из последних более значительные: Смоленск (47 т.), Рославль (18 т.) и Вязьма (16 т.). Распределение числа жителей по уездам см. «Россия». Русских 1 500 006, из них белорусов 100 757, главн. обр. в Краснинском у. (92 т.); евреев — 7132, главн. образ. в гг. Смоленске и Рославле; поляков — 4609, преимущ. в г. Смоленске и его уезде. Православных — 97 %, ост. староверы, католики, евреи и др. По данным центр. стат. ком. в Смоленской губ. в 1905 г. было 1 746 200 жит., из них в городах 128 200. — Смоленская губ. была представлена в Госуд. Думе 6 депутатами. См. «Первая всеобщ. перепись насел. Росс. имп. 1897 г. XL. Смоленская губ.» (СПб., 1903).

## Экономика

### Земледелие
Земледелие составляет одно из главных занятий сельского населения Смоленской губернии; но тощая песчано-глинистая или иловатая почва с глинистой подпочвой требует сильного удобрения. Система хозяйства, за весьма небольшими исключениями, трёхпольная; в более облесённых уездах встречается подсечный, или лядный, способ обработки земли, в многоземельных — переложная система, а у частных землевладельцев, при травосеянии, бывают и более сложные севообороты. В 1887 году из 4 824 325 десятин частным лицам принадлежало 2 657 103 дес., сельским обществам — 1 978 581 дес., казне — 120 270 дес., разным учреждениям и городам — 68 371 дес. Пахотной земли — 1 505 143 дес. (29,3 %), лугов и выгонов — 1 009 846 (19,8), леса — 1 863 163 (36,3), неудобной земли — 446 175 (8,7), под болотами, озёрами и т. п. — 5,9 %. Из пахотной земли под посевами было 888 854 дес. (59,0 %), под паром — 456 511 (30,3), под сенокосами и пр. — 159 776 (10,7). Пользование землёй у крестьян почти исключительно общинное: только около 4 % всех крестьянских земель находится в подворном пользовании. В среднем выводе на семью в 6 душ приходилось по 9,4 дес., при колебании от 6,2 дес. в Рославльском у. до 18,3 дес. в Поречском. Средняя величина душевого надела удобной земли для бывших госуд. крестьян 5,7 дес., для бывш. помещичьих — 4 дес. В уездах Краснинском, Духовщинском, Юхновском, Гжатском, Сычевском и Поречском крестьянское землевладение преобладает над частным. Вообще заметно, что из года в год крестьяне увеличивают свои земли на счёт дворянской собственности, но пока частное землевладение является в Смоленской губернии преобладающим и составляет 55,9 %, а крестьянское (надельное) — 41,2 %; первое наиболее развито в уездах Бельском и Рославльском. Количество земель, сдаваемых в аренду, достигает 321 563 дес., или 11,3 % всей владельческой собственности; аренда наиболее развита в уездах Сычевском, Вяземском и Смоленском, а наименее — в уездах Бельском и Ельнинском. Зерновой хлеб играет главную роль в посеве; рожь занимает около половины всей засеваемой площади, а именно 437 144 дес., или 49,2 %; наиболее сеется она в восточных уездах — Гжатском (52,4 %) и в Юхновском (51,8 %). За рожью следует овес, занимающий 249 220 дес., или 28,8 %; он сеется наиболее в северо-западных уездах, Бельском и Поречском (более 30 %). Пшеницей засеяно всего 3909 дес., или 0,4 %. Посевы гречихи не особенно велики — 34 143 дес., или 3,8 %; всего более сеют её в уездах Рославльском (13,5 %) и Краснинском (7,1 %); почти не сеют в уездах Бельском и Сычевском. Посевы ячменя в последние годы сокращаются; им засевают 63 364 дес., или 7,1 %, всего более в уездах Смоленском и Рославльском. Посевы картофеля распространены довольно равномерно по всем уездам, занимая 30 337 дес., или 3,5 %. Стручковых растений сеют мало, всего 7782 дес., или 0,9 %; просо сеется в небольшом количестве только в Рославльском уезде, до 200 дес. Лён и конопля разводятся повсеместно и занимают около 6 % посевной площади: посевы льна с каждым годом увеличиваются на счёт других яровых хлебов; льном засевалось до 45 000 дес.; разводится он с промышленной целью, особенно в уездах Вяземском и Сычевском. В с. Тесове Сычевского уезда имелась льноводная станция для ознакомления населения с лучшими способами обработки льняного волокна. Конопля разводится наиболее в уездах Рославльском и Ельнинском; во всей губернии ею засеяно до 7782 дес.; семя её и пенька составляют один из немаловажных предметов торговли; главный пункт её закупки — Дорогобуж, откуда она направляется в Ригу и Ржев. Количество посева главных сортов хлеба, в 1898 году, было следующее: ржи — 676 347 четвертей, овса — 725 326, ячменя — 74 420, пшеницы — 4510, гречихи — 31 777, других яровых хлебов — 81 884, картофеля — 270 346 четвертей. Урожаи хлеба часто неудовлетворительны и не обеспечивают продовольствия населения; хлеба нередко страдают от градобитий, вымочек, выморозков и т. д. За последние 18 лет средний урожай хлебов по Смоленской губернии следующий: пшеницы сам 4,2, ржи — 3,4, овса — 2,9, ячменя — 3,4, гречихи — 2,6, остальн. яровых хлебов — 3,3. Для развития сельского хозяйства открыто в Смоленске сельскохозяйственное общество, имеющее склад земледельческих орудий и машин, которых в 1896 году продано из склада на 48 768 р. Соха начинает вытесняться плугом, изготовляемым кустарями и мало уступающим фабричному. В запасных хлебных магазинах к 1 января 1899 года состояло в четвертях: озимого хлеба 162 280 и ярового 171 349; в ссудах и недоимках озимого 170 163 и ярового 21 037; кроме того, денежного сбора, установленного вместо ссыпки хлеба в магазины, имелось 433 301 руб. и % с капитала 89 615 руб. На денежной повинности состоит часть сельских обществ уездов Смоленского, Вяземского, Гжатского, Сычевского и Юхновского. Кроме того, имеется продовольственный капитал 8 мещанских обществ в 26 088 руб. и губернский продовольственный капитал в 122 502 руб.

### Огородничество
Огородничество не составляет самостоятельного промысла, но довольно сильно развито в подгородных селах; капуста и огурцы сбываются даже в Москву. В огородах разводится и табак, на 148 плантациях, занимающих до 6 1/2 дес. в уездах Рославльском, Духовщинском и Поречском. Садоводство в упадке; наиболее оно развито в г. Вязьме и в юго-зап. полосе губернии, близ границы Могилёвской губернии. Разводят преимущественно яблоки, отличающиеся хорошими качествами, реже — груши, сливы и вишни; ягод всюду довольно. Яблоки имеют сбыт в Москву. В пригородных селах близ Вязьмы продажа яблонных деревьев составляет особый промысел. При Петре Великом из помещичьих садов Смоленской губернии высылались в Ригу семена груш и дуль. Пчеловодство развито незначительно, между тем как в прежнее время бортное пчеловодство играло в Смоленской губернии выдающуюся роль, и городах Вязьма, Дорогобуж и Рославль вели значительную торговлю воском и медом. Для распространения среди крестьян познаний по сельскому хозяйству открыто несколько сельскохозяйственных школ. Рыболовство развито наиболее в Поречском уезде, изобилующем озёрами; жители с. Каспли — известные рыболовы.

### Скотоводство
Скотоводство, за небольшими исключениями, в плохом состоянии: крестьянский скот — малорослый и слабосильный; у частных землевладельцев разводится рогатый скот симментальской и альгауской пород. В некоторых имениях открыты школы маслоделия, сыроварения и скотоводства; сбыт молочных скопов и сыров производится преимущественно в Москву. Обилие сенокосов и пастбищ может служить к развитию скотоводства; под одними заливными лугами числится 88 962 дес.; сена накашивается до 50 млн пд. Луга и выгоны достигают наибольших размеров в уездах — Бельском (29,6 %), Гжатском и в восточной части Вяземского (25,1 %); здесь же наиболее сеют и кормовые травы. Овцеводство, по причине лесистости и болотистого характера местности, мало развито (тонкорунных овец всего 250 гол.). В г. Смоленске заводская конюшня; частных конских заводов 104. Всего в Смоленской губернии в 1898 году было лошадей 438 018, рогатого скота — 564 844 головы, овец — 629 252, коз — 5004, свиней — 242 919. Часто повторяющиеся падежи от сибирской язвы превращают нередко крестьян в разряд безлошадных; таких дворов числится 11 %. На каждый двор приходится по 2,9 лошади и по 3,8 коровы.

### Отхожие промыслы
Смоленская губерния принадлежит к числу губерний с наиболее выраженным отхожим промыслом. В 1898 году выдано паспортов годовых и полугодовых 84 715 мужских (в том числе 77 265 крестьянам) и 26 459 женских (в том числе 22 727 крестьянкам); уходящие на заработки составляют 9,8 % мужского и 3,2 % женского населения губернии. Особенно развиты отхожие промыслы в восточной части губернии: в Гжатском уезде выдано 20 727 мужских (27,2 %) и 7989 женских (12,0 %) паспортов. Всего менее уходит крестьян из Бельского уезда — 1186 мужчин (1,9 %) и 239 женщин (0,4 %) и из Поречского — 741 мужчина (1,2 %) и 190 женщин (0,3 %). Занятия уходящих на заработки, как и места отхода, разнообразны: всего больше уходящих на фабрики и заводы, затем следуют поступающие в услужение, главным образом в Санкт-Петербург и Москву. Плотники из уездов Дорогобужского, Гжатского и Вяземского отправляются в ближайшие губернии; каменщики и каменотесы Поречского уезда и известные всюду грабари, землекопы и колодезники Юхновского уезда набираются местными подрядчиками, отправляющими их нередко в отдалённые местности России. Рубка леса, сплав его, заготовление гонта, дранки для крыш и тёса, постройка судов для сплава в Ригу, сплав плотов с лесом в пределах губернии занимают ежегодно немало рук в уездах Бельском и Поречском. В этих же уездах, а также в Духовщинском и Рославльском, гонят смолу, жгут уголь. Трепанье пеньки распространено около городов Рославля и Красного. Зимний извоз доставляет немалый заработок некоторым волостям. Кустарные промыслы в Смоленской губернии мало развиты, хотя земство оказывает кустарям поддержку, ассигнуя деньги на оптовую закупку железа, устройство образцовых кузниц и пр. В 1888 году числилось кустарей 5670 чел., всего более в Вяземском уезде — 1117 чел. Самое обширное производство — бондарное, 710 чел.; затем идут изготовление телег и саней — 606, кузнечное — 599, колесное — 561, валяльное и шерсточесальное — 387, овчинное — 382, столярное — 299 и др. Для ознакомления кустарей с усовершенствованными орудиями и приёмами обработки материала устроены практическая школа прядения и тканья и гончарная мастерская. Хорошим спросом пользуются сельскохозяйственные орудия работы кустарей гжатских и сычевских. Рынком сбыта кустарных изделий служат базары и сельские ярмарки. Население Гжатского и отчасти Сычевского уездов занимается приёмом на воспитание питомцев Московского воспитательного дома; по среднему 10-летнему выводу, ежегодно поступает к крестьянам по 854 питомца, для надзора за которыми учреждены 4 округа и для детей открыты 3 школы.

### Фабрично-заводская промышленность
Фабрично-заводская промышленность мало развита; хотя заводов и много, но большая их часть незначительна. В 1898 году в Смоленской губернии работало 1762 фабрики и завода, при 13 230 рабоч. и произв. на сумму 13 901 799 р. По числу занятых рук и по сумме производства выдаётся одна только бумагопрядильная и ткацкая фабрика в с. Ярцево Духовщинского уезда, которая, при 4190 рабоч., выработала материала на 2 776 243 руб. В Вяземском уезде преобладает спичечное и кожевенное производства; в Рославльском уезде — стеклянное, хрустальное и лесопильное; в Бельском — кирпичное, дегтярное и лесопильное. В остальных уездах фабрик и заводов или очень мало, или, при большом количестве (в Дорогобужском и Поречском уу.), они незначительны. По сумме производства среди промышленных заведений второе место занимают маслобойные заводы: их 244, с 798 рабоч. и суммой производства на 3 189 290 р.; из них 10 больших, а остальные мелкие, сельскохозяйственного типа. Лесопилен 43, с 1161 рабоч. и производством на 1 528 495 р. Винокуренных заводов — 41, с 459 рабочими и производством на 985 525 р. Льнообделочных и хлопкобумажных — 28, рабочих — 408, производство — 799 000 р.; кафельных и изразцовых — 10, рабочих — 75, производство — 483 000 р.; стеклянных — 5, рабочих — 762, производство — 480 000 р.; пивоварен и медоварен — 8, рабочих — 177, производство — 385 000 руб.; сыроваренных — 102, рабочих — 267, производство — 276 330 р.; кожевенных — 84, рабочих — 299, производство — 244 292 р.; спичечных — 3, рабочих — 621, производство — 238 000 р.; хрустальных — 2, рабочих — 479, производство — 225 000 р.; мукомольных — 613, рабочих — 655, производство — 223 352 р.; кирпичных — 159, рабочих — 603, производство — 183 455 р.;   древесно-картонный — 1, рабочих — 49, производство — 100 000 р. Остальных заводов, с производством менее чем на 100 000 р., было: салотопенных — 7, мыловаренных — 7, свечно-восковых — 9, клеевых — 3, воскобойных — 1, круподёрок — 128, солодовен — 4, паточных — 5, пряничных — 11, табачных — 3, дегтярных — 76, оберточно-бумажных — 1, канатных и веревочных — 17, рогожных — 5, шерсточесален — 163, спиртоочистительный — 1, сухой перегонки дерева — 1, ректификационный — 1, пенькотрепальных — 2, столярно-паркетный — 1, токарный — 1, слесарный — 1, вышивальня — 1, известковых — 10, красилен — 46, чугунолитейный — 1, синильных — 2, фосфоритной муки — 2, сельскохозяйственных орудий — 3, экипажных — 3, цевочно-бабиночный — 1, деревянного масла — 1, бараночное заведение — 1. Фабрично-заводская промышленность, хотя и медленно, но развивается: в 1880 году в Смоленской губернии действовали 954 завода и фабрики, при 6629 рабочих, с производством на 4 227 708 р.; за 18 лет число заводов и фабрик увеличилось на 808, число рабочих — на 6602 чел., сумма производства — на 9 674 291 руб. В особенности развиваются и улучшаются сыроварни, которых всего больше в восточных уездах руб.

### Торговля
Главные предметы отпускной торговли: лес, лен, пенька, молочные скопы, кожи, изделия некоторых фабрик и заводов, хлопчатобумажная пряжа, стекло, хрусталь, кафели, фосфорные спички, фосфориты. Предметы привоза: хлеб, крупа, разные мануфактурные, бакалейные, колониальные товары и проч. По отпускной торговле Смоленская губ. тяготеет к Риге, а по привозной — к Москве, Орлу и Варшаве. Годовые обороты по всем родам торговли в 1891 году выразились в сумме 40 380 172 руб. Ярмарок до 200, но они незначительны и носят большей частью характер местных торжков, служащих, главным образом, для сбыта сельскохозяйственных произведений. Даже на более значительные ярмарки (например, в г. Юхнове) привоз не превышает 40 000 р. Привоз на все ярмарки по губернии, без города Смоленска, показан в 1898 году в сумме 879 625 р., а продажа — 544 847 р. По своему счастливому положению у истоков трёх главных рек, ведущих к морям Балтийскому, Чёрному и Каспийскому, Смоленщина искони служила путём торгового движения, на что указывает обилие находимых разного рода денежных знаков, начиная с IX века; изредка попадаются древнегреческие монеты IV и VI веков, ольвийские II века и даже римские дохристианских времён. Все эти находки хранятся в местном археологическом музее. Летописи также указывают на торговое значение Смоленского края: по сказанию летописца Нестора, Смоленск лежал на великом пути из варяг в греки. С 1210 года встречаются торговые договоры смоленских князей с Ригой; в 1228 году заключён известный договор — «Смоленская торговая правда» — Мстиславом Давидовичем с рижскими, готландскими и др. купцами (Ганзой), неоднократно подтверждавшийся смоленскими князьями. 22 сентября 1697 года заключён был договор в Кёнигсберге, по которому бранденбургские подданные могли свободно приезжать в Смоленск для торговли. В литовский период торговля Смоленска достигла наиболее цветущего состояния; но борьба Москвы с Литвой, а затем с Польшей из-за обладания Смоленском убила его торговлю, которая, несмотря на наступившее с 1686 года продолжительное мирное время, не могла восстановиться в прежних размерах. Вследствие падения Польши и присоединения к России Прибалтийского края границы для внешней торговли отодвинулись и она перешла в другие пункты; устройство новых портов, прокладка новых шоссе, постройка жел. дор., соединение рек каналами, открыв торговому движению более удобные или кратчайшие пути, ещё более отвлекло грузы от Смоленской губернии; много повлиял в том же смысле бедственный 1812-й год. Смоленщина была, главным образом, посредником в передаче грузов, ибо от себя он мог доставлять только немного сырья. В последнее время прорезавшие губернию в трёх направлениях железные дороги сильно сократили доставку грузов сплавом и совершенно почти убили извозный промысел, игравший видную роль в экономике местного населения. В 1799 году отправлено было в Рижский порт: из г. Поречья на 169 стругах и 10 шкунах груза на 3 711 963 руб., из г. Белого на 153 стругах и 22 шкунах на 1 165 276 руб., из Гжатской пристани в Санкт-Петербург на 40 судах на 219 412 р., а всего на 5 099 652 р. По десятилетней сложности (с 1848 по 1857 год) среднее число ежегодно отправлявшихся судов с Бельской пристани доходило до 369, с грузом на 2 484 000 руб., с Поречской — до 142, с грузом на 1 782 000 р.; для склада привозимых товаров на берегу Каспли имелось 150 амбаров. В 1892 году с обеих пристаней отправлено грузов всего только на 950 000 р. Сплав и доставка товаров по pp. Гжати и Вазузе почти совсем прекратились, между тем как при Петре Великом, открывшем этот водный путь, число пристаней на обеих реках доходило до 60, а число отходивших судов — до 1200; ещё в 1850-х годов отправлялось ежегодно с 12 пристаней на р. Гжати до 160, а с пристаней на р. Вазузе — до 60 барок.

### Транспорт
Пути сообщения водные очень развиты в Смоленской губернии, но сплав по ним производится только в половодье; главным образом сплавляют лес и дрова, как в пределах губернии, так и в Москву, Ригу, Калугу, Брянск и другие попутные места. В 1898 году в пределах губернии сплавлено было до 12 676 плотов. Через Смоленскую губернию проходят следующие шоссейные дороги: Витебско-Орловская — 184 версты, Смоленско-Соловьёвская (до села Соловьёв-Перевоз) — 41 в., Московско-Варшавская (пересекающая уезды Юхновский, Ельнинский и Рославльский) — 86 вёрст. Для содержания в порядке как шоссейных, так и почтовых, транспортных и других дорог, перевозов, мостов и прочее, губ. земство тратит ежегодно до 26 970 руб. Смоленскую губернию прорезывают следующие железные дороги: Московско-Брестская (по уездам Смоленскому, Духовщинскому, Дорогобужскому, Вяземскому, Сычевскому и Гжатскому), Риго-Орловская (по уездам Поречскому, Смоленскому, Ельнинскому и Рославльскому), Сызрано-Вяземская и Новоторжская (по уездам Юхновскому, Вяземскому и Сычевскому), Данковско-Смоленская (по уездам Ельнинскому и Смоленскому) и Московско-Виндавская (по северной части Бельского уезда).

## Образование
В 1899 году в Смоленской губернии учебных заведений было 1492, учащихся — 78 739, в том числе девочек — 15 403; в 3-х мужских гимназиях — 917, 2-х женских — 725, 1 мужской прогимназии — 189, 8 женской прогимназии — 1485, 1 реальном училище — 347, 1 духовной семинарии — 310, 4 духовных училищах — 524, 1 учительской семинарии — 73, 1 епархиальном женском училище — 303, 18 городских училищах — 2464, 4-х городских женских — 488, 4-х приходских — 513, 11 начальных городских училищах — 1477, 2 детских приютах — 98, 1-м училище слепых — 27, 26 сельских 2-хклассных училищах министерства народного просвещения — 3938, 33 одноклассных — 2664, 393 начальных сельских училищах — 29048, 3 училищах Императорского московского воспитательного дома — 181, 6 сельскохозяйственных училищах — 113, 1 церковно-учительской школе — 263, 12 второ- и двухклассных церковно-приходских школах — 1466, 253 одноклассных — 13569, 680 школах грамоты — 17 103, 19 частных школ 319 и 9 еврейских школах — 138. Детей школьного возраста (7—14 л.) в губернии 223 355; из них не посещало школ до 169 147. Число неграмотных в губернии ещё очень велико; из числа принятых в военную службу в 1898 году неграмотные составляли 58,5 %. Число учащихся — 4,7 % всего населения; девочки составляют только 1/4 часть учащихся. Расходы на начальное народное образование достигли в 1898 году 575 485 р.; расходы земства составляют более 1/4 части этой суммы.

## Здравоохранение
В 1898 году в Смоленской губернии числились 61 больница, с 1228 койками, во всех больницах призревалось до 20 037 чел.; аптек — 22, врачей — 149 (в том числе женщин-врачей 8), фельдшеров — 147, фельдшериц — 36, повивальных бабок — 81, ветеринаров — 15 и ветеринарных фельдшеров — 15, дантистов — 18, массажистов — 4. Число лиц, обращавшихся за медицинской помощью — 571 345. Земством и городами издержано на медицинскую часть 265 962 р., что составляет 26,1 % всех расходов (за 1897 год). Все уезды разделены на 51 медицинский земской участок, в которых находились 24 больницы с 251 койкой, 26 амбулаторий, 31 фельдшерский пункт. Врачей земских — 57, фельдшериц — 32, фельдшеров — 64, акушерок — 22, провизоров — 2, аптекарских помощников — 3, ветеринаров — 4, ветеринарных учеников — 11. Крестьянских богаделен в уездах 13 (на 414 чел.), церковно-приходских городских — 11.

## Налоги
Окладных сборов к поступлению в 1898 году следовало 1 938 889 р., в том числе недоимок 189 544 руб. Мирские сборы (в 1894 году) достигали 1 089 273 р.; главный мирской расход (35,4 %) — на содержание волостной и сельской администрации. Земские сборы по смете на 1867 год составляли всего 281 865 руб. В течение тридцати лет земство расходовало ежегодно:
|                         |                     | из них израсходовано: |        |
| на народное образование | на народное здравие |                       |        |
| В 1 десятилетие         | 390 432 руб.        | 3,1 %                 | 10,8 % |
| Во 2 десятилетие        | 639 925 руб.        | 7,1 %                 | 21,4 % |
| В 3 десятилетие         | 905 162 руб.        | 10,2 %                | 25,4 % |
| В 1899 году             | 1 463 385 руб.      | 13,6 %                | 24,8 % |

В 1897 году по добровольному страхованию число страхователей достигло 6079, число застрахованных зданий 34 780, в сумме 9 755 000 р., собрано премии 100 000 р., вознаграждения за убытки при пожарах выдано 113 744 р. (в 1898 году — 62 282 р.). По обязательному страхованию выдано вознаграждений в 1897 году 542 970 р., в 1898 году — 331 247 руб. Число пожаров в Смоленской губернии, по среднему выводу за 18 лет, ежегодно бывает до 672, с убытком на 1 216 889 р. Городские доходы по всей губернии в 1898 году показаны в 503 640 р., расходы — в 489 590 р. За последние 18 лет они удвоились. Главные расходы: содержание городских управлений 13,4 %, на учебные заведения 10,1 %, на полицию 7,4 %, на пожарную часть 7,1 %, на врачебную 1,3 %.